# حريشية
الحريشية أو فصيلة ليثوبييدس ذوات المائة رجل الحجرية (الاسم العلمي: Lithobiidae)، هي فصيلة من المفصليات تتبع رتبة حريشيات الشكل من طائفة شفويات الأرجل.

## أجناس
- الحريش